# Alberto José Gomes da Silva
Alberto José Gomes da Silva (Lisboa, 1758 - 1795) fou un organista i compositor portuguès del Classicisme. A més d'algunes òperes i d'altres obres fou d'una obra didàctica molt curiosa titulada Regras de acompanhar para cravo ou organo (Lisboa, 1758).